# داتچ جان (یوتا)
داتچ جان (به انگلیسی: Dutch John) یک شهر در ایالات متحده آمریکا است که در شهرستان دگت، یوتا واقع شده‌است. داتچ جان ۶٫۲ کیلومتر مربع مساحت و ۱۴۵ نفر جمعیت دارد و ۱٬۹۵۹٫۸۹ متر بالاتر از سطح دریا واقع شده‌است.